# Jonathan (voornaam)
Jonathan (Hebreeuws: יְהוֹנָתָן/יוֹנָתָן) is een voornaam van Hebreeuwse afkomst en betekent 'geschenk van God'. 
Jonathan is een verwijzing naar de Bijbelse figuur Jonathan (1 Sam. 13 en 14). Hij was de zoon van koning Saul. Jonathan was wel bekend voor zijn vrijgevigheid, menslievendheid en altruïsme. Het was immers Jonathan die David liet leven terwijl zijn vader, koning Saul, hem vermoord zou hebben.
Een andere spelwijze in het Nederlands is Jonatan. Dit is in lijn met de Hebreeuwse schrijfwijze: jod - wav - noen - tav - noen. 
De variant Jehonatan (jod - he - wav - noen - tav - noen) komt als eigennaam in Nederland voor zover bekend niet voor. 
- Jonathan
- Jonathan-Rafael Bischoffsheim
- Jonathan-Raphael Bischoffsheim
- Jonathan-Raphaël Bischoffsheim
- Jonathan & Martha Kent
- Jonathan 'Jo' Joseph-Augustin
- Jonathan (appel)
- Jonathan (schildpad)
- Jonathan (strip)
- Jonathan (voornaam)
- Jonathan (zoon van Saul)
- Jonathan Aberdein
- Jonathan Adam
- Jonathan Afolabi
- Jonathan Alejandro Monsalve
- Jonathan Alejandro Monsalve Pertsinidis
- Jonathan Alves
- Jonathan Amon
- Jonathan Angel
- Jonathan Archer
- Jonathan Aspas Juncal
- Jonathan Aube
- Jonathan B. Jarvis
- Jonathan Bachini
- Jonathan Bailey
- Jonathan Bamba
- Jonathan Banks
- Jonathan Barnbrook
- Jonathan Bellis
- Jonathan Bennett
- Jonathan Benteke
- Jonathan Biabiany
- Jonathan Blondel
- Jonathan Bolingi
- Jonathan Bond
- Jonathan Bonhoff
- Jonathan Borlee
- Jonathan Borlée
- Jonathan Bornstein
- Jonathan Borofsky
- Jonathan Bougard
- Jonathan Bourdon
- Jonathan Boyer
- Jonathan Brandis
- Jonathan Bratoeff
- Jonathan Bratoëff
- Jonathan Breyne
- Jonathan Brown
- Jonathan Brown (wielrenner)
- Jonathan Browne
- Jonathan Brownlee
- Jonathan Buatu Mananga
- Jonathan Burkardt
- Jonathan Burrows
- Jonathan Butler
- Jonathan Byrd
- Jonathan Bätz
- Jonathan Bönhoff
- Jonathan Caicedo
- Jonathan Caicedo Cepeda
- Jonathan Cain
- Jonathan Cake
- Jonathan Caldwell
- Jonathan Calleri
- Jonathan Cantwell
- Jonathan Cardoen
- Jonathan Carroll
- Jonathan Cartland
- Jonathan Castroviejo
- Jonathan Castroviejo Nicolas
- Jonathan Castroviejo Nicolás
- Jonathan Cerrada
- Jonathan Chan
- Jonathan Chase
- Jonathan Chase (acteur)
- Jonathan Cicero Moreira
- Jonathan Clarke
- Jonathan Clauss
- Jonathan Coachman
- Jonathan Cochet
- Jonathan Coe
- Jonathan Cohen
- Jonathan Constancia
- Jonathan Coulton
- Jonathan Coy
- Jonathan Creek
- Jonathan Cristian Silva
- Jonathan Cícero Moreira
- Jonathan D'Ostilio
- Jonathan D. Kramer
- Jonathan Dasnieres de Veigy
- Jonathan Dasnières de Veigy
- Jonathan David
- Jonathan Davis
- Jonathan Dayton
- Jonathan De Bie
- Jonathan De Guzman
- Jonathan Delaplace
- Jonathan Demme
- Jonathan Demoor
- Jonathan Dibben
- Jonathan Donald Kramer
- Jonathan Dos Santos
- Jonathan Dove
- Jonathan Dubasin
- Jonathan Dufrasne
- Jonathan Duhamel
- Jonathan Dwight
- Jonathan Edwards
- Jonathan Edwards (atleet)
- Jonathan Edwards (musicus)
- Jonathan Edwards (theoloog)
- Jonathan Ehrlich
- Jonathan Erdmann
- Jonathan Erlich
- Jonathan Evans
- Jonathan Eysseric
- Jonathan Fatu
- Jonathan Figueroa
- Jonathan Foer
- Jonathan Fonkel
- Jonathan Foss
- Jonathan Frakes
- Jonathan Franzen
- Jonathan Fraser
- Jonathan Frid
- Jonathan Friedrich Bahnmaier
- Jonathan Fumeaux
- Jonathan G. A. Johnson
- Jonathan Garcia
- Jonathan Garcia (schaatser)
- Jonathan Garcia (wielrenner)
- Jonathan Gilbert
- Jonathan Glazer
- Jonathan Goldberger
- Jonathan Goldstein
- Jonathan Goldstein (acteur)
- Jonathan Goldstein (filmmaker)
- Jonathan Gonzalez
- Jonathan González
- Jonathan González (voetballer, 1995)
- Jonathan González (voetballer, 1999)
- Jonathan Good
- Jonathan Goodwin
- Jonathan Grando
- Jonathan Groff
- Jonathan Groth
- Jonathan Guatibonza
- Jonathan Guilmette
- Jonathan Haidt
- Jonathan Harker
- Jonathan Harvey
- Jonathan Hendrickx
- Jonathan Henrion
- Jonathan Heris
- Jonathan Hill
- Jonathan Hivert
- Jonathan Hoefler
- Jonathan Hogan
- Jonathan Hogg
- Jonathan Holslag
- Jonathan Homer Lane
- Jonathan Howson
- Jonathan Hyde
- Jonathan Ikone
- Jonathan Ikoné
- Jonathan Israel
- Jonathan Ive
- Jonathan Jackson
- Jonathan Jackson de Lima Reis
- Jonathan Jacob
- Jonathan James
- Jonathan Janz
- Jonathan Jarvis
- Jonathan Jeffrey Grando
- Jonathan Jeremiah
- Jonathan Jesús Salinas
- Jonathan Jesús Salinas Duque
- Jonathan Johnson
- Jonathan Johnson (politicus)
- Jonathan Jones
- Jonathan Jones (atleet)
- Jonathan Joseph-Augustin
- Jonathan Joseph Angel
- Jonathan Joss
- Jonathan Joubert
- Jonathan Kasdan
- Jonathan Katz
- Jonathan Katz (acteur)
- Jonathan Kaufman
- Jonathan Kaye
- Jonathan Ke Quan
- Jonathan Kellerman
- Jonathan Kennard
- Jonathan Kent
- Jonathan Kindermans
- Jonathan King
- Jonathan Kiptoo
- Jonathan Kiptoo Yego
- Jonathan Kléver Caicedo
- Jonathan Kléver Caicedo Cepeda
- Jonathan Kodija
- Jonathan Kodjia
- Jonathan Krantz
- Jonathan Kuck
- Jonathan LaPaglia
- Jonathan Lacourt
- Jonathan Lardot
- Jonathan Larson
- Jonathan Lasker
- Jonathan Lastra
- Jonathan Lastra Martinez
- Jonathan Lastra Martínez
- Jonathan Leakey
- Jonathan Learoyd
- Jonathan Legear
- Jonathan Leko
- Jonathan Leshnoff
- Jonathan Levine
- Jonathan Levitt
- Jonathan Ligali
- Jonathan Lipnicki
- Jonathan Littell
- Jonathan Little
- Jonathan Lomas
- Jonathan Lopez
- Jonathan Lynn
- Jonathan López
- Jonathan López Rodriguez
- Jonathan López Rodriguez (Spaans voetballer)
- Jonathan M. Shiff
- Jonathan Maccabaeus
- Jonathan Maccabeus
- Jonathan Maccabeüs
- Jonathan Maidana
- Jonathan Maiyo
- Jonathan Maiyo Kiplimo
- Jonathan Majors
- Jonathan Makkabeus
- Jonathan Makkabeüs
- Jonathan Mangum
- Jonathan Marray
- Jonathan Mayhew
- Jonathan McCarty
- Jonathan McDonald
- Jonathan McKain
- Jonathan McKee
- Jonathan Meese
- Jonathan Meijer
- Jonathan Mensah
- Jonathan Mestel
- Jonathan Mexique
- Jonathan Midol
- Jonathan Milan
- Jonathan Moffett
- Jonathan Monsalve
- Jonathan Monsalve Pertsinidis
- Jonathan Moore
- Jonathan Mostow
- Jonathan Motzfeldt
- Jonathan Mould
- Jonathan Mulder
- Jonathan Murray Chu
- Jonathan N'Senga
- Jonathan N'senga
- Jonathan Nanizayamo
- Jonathan Nepomuceno
- Jonathan Netanyahu
- Jonathan Newman
- Jonathan Nolan
- Jonathan Nordbotten
- Jonathan Nott
- Jonathan Noyce
- Jonathan Nsenga
- Jonathan Okita
- Jonathan Okita Jr.
- Jonathan Okita jr.
- Jonathan Opoku
- Jonathan Page
- Jonathan Palmer
- Jonathan Panzo
- Jonathan Paredes
- Jonathan Parker
- Jonathan Parr
- Jonathan Pasvolsky
- Jonathan Patrick McCarty
- Jonathan Patrick Moore
- Jonathan Paul
- Jonathan Penrose
- Jonathan Pitroipa
- Jonathan Pollard
- Jonathan Potts
- Jonathan Powell
- Jonathan Powell (diplomaat)
- Jonathan Pryce
- Jonathan Rabb
- Jonathan Raphael Bischoffsheim
- Jonathan Raphaël Bischoffsheim
- Jonathan Rea
- Jonathan Reis
- Jonathan Rhys-Meyers
- Jonathan Rhys Meyers
- Jonathan Richman
- Jonathan Richter
- Jonathan Ring
- Jonathan Robertson
- Jonathan Rodríguez
- Jonathan Ross
- Jonathan Rossini
- Jonathan Rotem
- Jonathan Rowell
- Jonathan Rowson
- Jonathan Ruttens
- Jonathan Ryder
- Jonathan Sacks
- Jonathan Sacoor
- Jonathan Sadowski
- Jonathan Safran Foer
- Jonathan Salinas
- Jonathan Salinas Duque
- Jonathan Santana
- Jonathan Santore
- Jonathan Scarfe
- Jonathan Schmid
- Jonathan Searle
- Jonathan Sela
- Jonathan Shapiro
- Jonathan Shiff
- Jonathan Silk
- Jonathan Silva
- Jonathan Silver
- Jonathan Silverman
- Jonathan Slavin
- Jonathan Smith
- Jonathan Soeharno
- Jonathan Sonnst
- Jonathan Soriano
- Jonathan Spector
- Jonathan Speelman
- Jonathan Stark
- Jonathan Stroud
- Jonathan Summerton
- Jonathan Swieter
- Jonathan Swift
- Jonathan Tabu